# Dünnpfennig

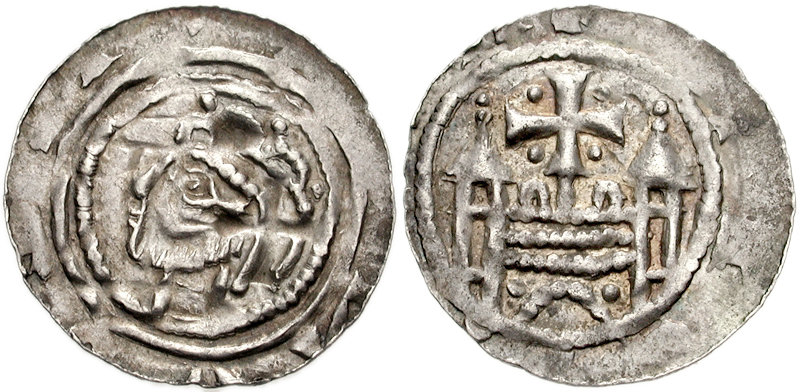
Sog. Dünnpfennig, 11. Jahrhundert, Reichsmünzstätte Magdeburg

Ein Dünnpfennig oder Halbbrakteat ist ein besonders dünner, beidseitig geprägter Denar oder Pfennig.
Dünnpfennige kamen erstmals im 9. Jahrhundert unter Karlmann in Mailand auf. Sie waren vor allem im 11. und der ersten Hälfte des 12. Jahrhunderts in Mittel- und Süddeutschland sowie der Schweiz verbreitet und gelten deshalb meist als Vorläufer der Brakteaten; daher auch ihr Name Halbbrakteaten. Einige Forscher sind allerdings der Ansicht, ihnen sollte eine größere Eigenständigkeit eingeräumt werden.
Das Durchschnittsgewicht der Dünnpfennige (0,44 g im Fund von Steckborn 1883) entsprach etwa dem der anderen, zeitgenössischen Denare, weshalb ein deutlich größerer Durchmesser (bis etwa 26 mm) resultierte. Wegen der Dünne des Silberblechs schlug die Prägung der einen Seite auf der anderen durch, wodurch das Münzbild meist nur schlecht erkennbar ist.